# 多良間村

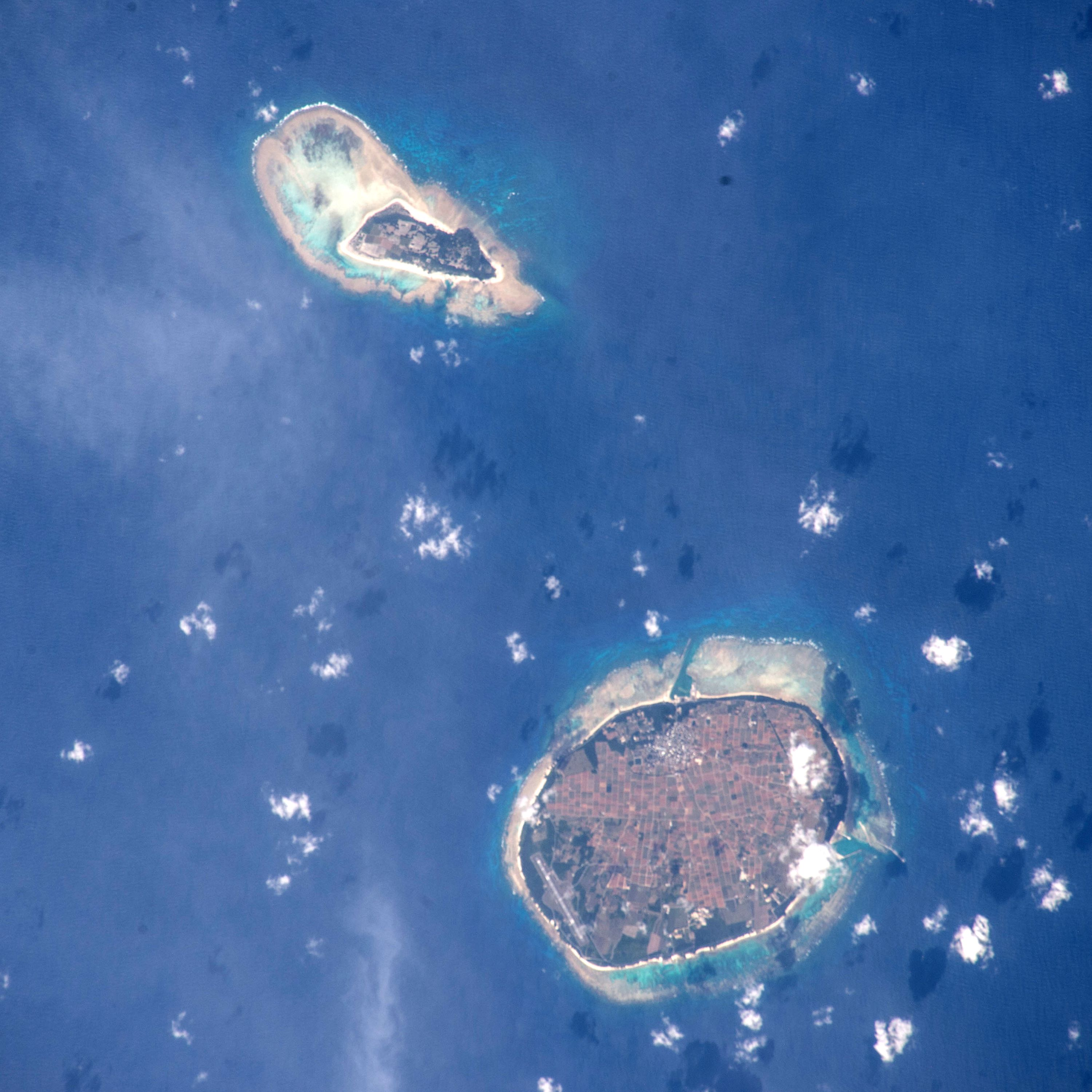
多良間島（画面下）と水納島（画面上）
ISSから撮影

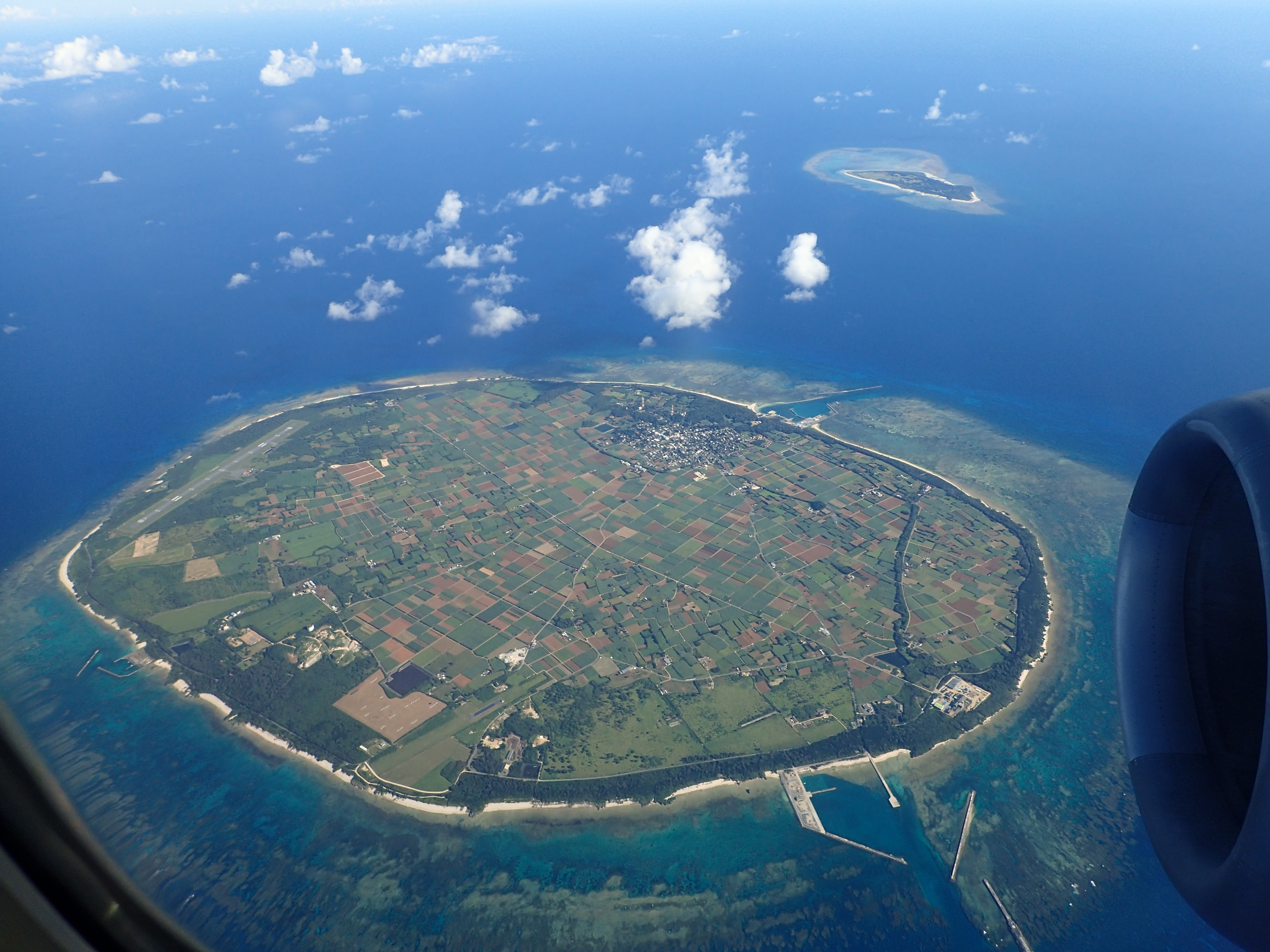
多良間島（手前）と水納島（奥）

多良間村（たらまそん）は、沖縄県の先島諸島東部の宮古列島に位置する多良間島及び水納島の2島からなる村。これらの島は宮古島と石垣島のほぼ中間に位置しており隆起サンゴ礁により形成された島である。宮古郡に属する唯一の町村である。
「日本で最も美しい村」連合に加盟している。同連合で認定された登録地域資源は、「多良間の豊年祭」、および「生活に根ざした風水村落」である。

## 地理
北緯24度39分、東経124度42分に位置しており、多良間島（面積19.75 km2）と、その北西約10kmにある水納島（面積2.15 km2）からなる。村の最高点は多良間島北部にある八重山遠見台（34.19m）である。気候は海洋亜熱帯性気候に属する。

### 字

#### 多良間島
- 塩川（しおかわ）
- 仲筋（なかすじ）

#### 水納島
- 水納（みんな）

### 人口
高齢化率30.3%と高く、若年層の流出が激しい。
| |                                          |  |
| 多良間村と全国の年齢別人口分布（2005年） | 多良間村の年齢・男女別人口分布（2005年） |  |
| ■紫色 ― 多良間村 ■緑色 ― 日本全国 | ■青色 ― 男性 ■赤色 ― 女性                |  |
| 多良間村（に相当する地域）の人口の推移 \| 1970年（昭和45年） \| 2,286人 \| \| \| 1975年（昭和50年） \| 1,805人 \| \| \| 1980年（昭和55年） \| 1,667人 \| \| \| 1985年（昭和60年） \| 1,632人 \| \| \| 1990年（平成2年） \| 1,463人 \| \| \| 1995年（平成7年） \| 1,409人 \| \| \| 2000年（平成12年） \| 1,338人 \| \| \| 2005年（平成17年） \| 1,370人 \| \| \| 2010年（平成22年） \| 1,231人 \| \| \| 2015年（平成27年） \| 1,194人 \| \| \| 2020年（令和2年） \| 1,058人 \| \| |                                          |  |
| 総務省統計局 国勢調査より |                                          |  |
| 1970年（昭和45年） | 2,286人                                  |  |
| 1975年（昭和50年） | 1,805人                                  |  |
| 1980年（昭和55年） | 1,667人                                  |  |
| 1985年（昭和60年） | 1,632人                                  |  |
| 1990年（平成2年） | 1,463人                                  |  |
| 1995年（平成7年） | 1,409人                                  |  |
| 2000年（平成12年） | 1,338人                                  |  |
| 2005年（平成17年） | 1,370人                                  |  |
| 2010年（平成22年） | 1,231人                                  |  |
| 2015年（平成27年） | 1,194人                                  |  |
| 2020年（令和2年） | 1,058人                                  |  |

## 歴史
- 15世紀末 - 土原豊見親が多良間島を統一[5]。
- 1500年（尚真王24年） - 首里王府の応援を受けた宮古島の仲宗根豊見親が、八重山のオヤケアカハチを討伐。土原豊見親春源は王府・仲宗根の軍に加わり[6]、その功により多良間島主に任じられる[7]。
- その後、土原豊見親春源の子孫による統治が17世紀初めまで続く[7]。
- 1637年（尚豊王17年） - 八重山地方で人頭税制度始まる[8]。
- 1628年（寛永5年） - 宮古に平良、下地、砂川の間切が置かれる。多良間島はどの間切にも属さない特別行政区とされた[7]。
- 1637年（寛永14年） - 先島地方に人頭税導入[7]。
- 1771年（明和8年） - 明和の大津波。多良間島は3,324人の住民のうち362人の死者を出した。
- 1855年（安政2年） - アコーメー事件が起きる。役人の横暴を王府に訴えたもの[7]。
- 1859年（安政6年） - 岩手県宮古市の難破船が流れ着き、これを保護した[7]。
- 1879年（明治12年） - 琉球藩を廃止し沖縄県を置く。宮古島庁が設置され、宮古島庁の下に仲筋村、塩川村、水納村が置かれる。
- 1903年（明治36年） - 人頭税廃止[8]。
- 1908年（明治41年） - 島嶼町村制の施行に伴い、現在の多良間村域を含む区域に宮古郡平良村が置かれる。
- 1913年（大正2年） - 平良村から多良間が分村し、多良間村となる[7]。
- 1931年（昭和6年）8月 - 台風のため校舎2棟が全半壊。
- 1932年（昭和7年） - 多良間郵便局が営業を開始する[7]。
- 1964年（昭和39年）
  - 電気事業が始まる[7]。
  - 多良間村農協の製糖施設を譲り受け、宮多製糖株式会社が設立される（公称能力 50t/日）[9]。
- 1965年（昭和40年） - 宮多製糖が糖業振興法に基づき製糖業の許可を受けて増設を行い、公称能力が120t/日になる[9]。
- 1967年（昭和42年） - 南西航空の運航が始まる。
- 1971年（昭和46年）9月 - 合併により、宮多製糖株式会社が宮古製糖株式会社多良間工場となる[9]。
- 1972年（昭和47年） - 沖縄航空の6人乗りエアタクシーの運航が始まる[7]。
- 1973年（昭和48年）
  - 簡易水道が給水を開始する[7]。
  - 村章を制定する[7][10]。
- 1974年（昭和49年） - 多良間空港開港式挙行[7]。南西航空の19人乗りが運航を開始する。
- 1976年（昭和51年） - 宮古製糖多良間工場が新築移転し、公称能力が250t/日になる[9]。
- 2003年（平成15年）10月 - 新多良間空港供用開始[7]。
- 2004年（平成16年） - 前泊港旅客待合所（シードリームたらま）供用開始[7]。
- 2010年（平成22年）
  - 3月 - 村議会で県内初となる「ヤシガニ（マクガン）保護条例」を可決[11]。
  - 9月27日 - 日本で最も美しい村連合の総会で多良間村の加盟が承認される。

## 行政
- 村長：伊良皆光夫[12]

2017年に、多良間村では1994年（平成6年）を最後に職員採用試験が実施されておらず採用試験を実施していないのは沖縄県の30町村で唯一であり縁故採用が横行しているとの指摘があったが、その後に改善されている。
2023年（令和5年）度のラスパイレス指数は、全国で2番目に小さい79.1を記録した。

## 姉妹市村
- 岩手県宮古市

安政6年（1859年）に多良間島に漂着した岩手県宮古の商船の乗組員が、島民から手厚い看護を受けて全員無事に帰還したという史実が1974年（昭和49年）に発見されたことから交流が始まり、1996年（平成8年）2月6日に姉妹市村締結の調印が行われた。

## 経済
国勢調査（平成27年）によると、多良間村の産業区分別就業者数・生産額は、第3次産業が44.9％、第1次産業が41.5％、第2次産業が21.7％である。サトウキビの生産や畜産などの第一次産業が盛んで、特に黒糖（サトウキビ原料）は沖縄県内の生産量シェアの約40％で全国一の生産量である。
- JAおきなわ - 営農に関する諸活動、金融、購買を行っている。
- 宮古製糖多良間工場 - 村内産サトウキビからの製糖作業を行っている。沖縄県内でも数少ない含蜜糖（黒糖）製糖である[16]。
- 日本郵政グループ
  - 日本郵便 多良間郵便局（塩川） - 郵便窓口は土曜・日曜･祝日休。局内設置のゆうちょ銀行ATMは日曜･祝日休[17]。
  - 多良間村の郵便番号は「906-0601」（字塩川）、「906-0602」（字仲筋）、「906-0603」（字水納）である。
- 沖縄電力

## 教育

### 幼稚園・保育園
- 多良間村立多良間幼稚園
- 多良間村立多良間保育園

### 小学校
- 多良間村立多良間小学校

### 中学校
- 多良間村立多良間中学校

## 文化

### 祭事
- スツウプナカ[18][19][20]
スツウプナカは「節祭」を意味し、5月20日ころの「壬辰（みずのえたつ）」と「癸巳（みずのとみ）」の2日間にわたって行われる。豊年の感謝と豊穣を祈願する伝統祭祀である。祭場では、魚料理や神酒を供えて豊年を祈願する。
- 八月踊り[21][22]
旧暦8月8日から3日間にわたって催される。かつては、「八月お願」「皆納祭」と呼ばれていた。この行事は、1637年に先島諸島で実施された人頭税によって苦しみを味わった人々が、神に人頭税をすべて納め終えたことを報告するとともに翌年の豊年を祈願することを年中行事としたことから始まったものと言われる。

### 御獄・神社

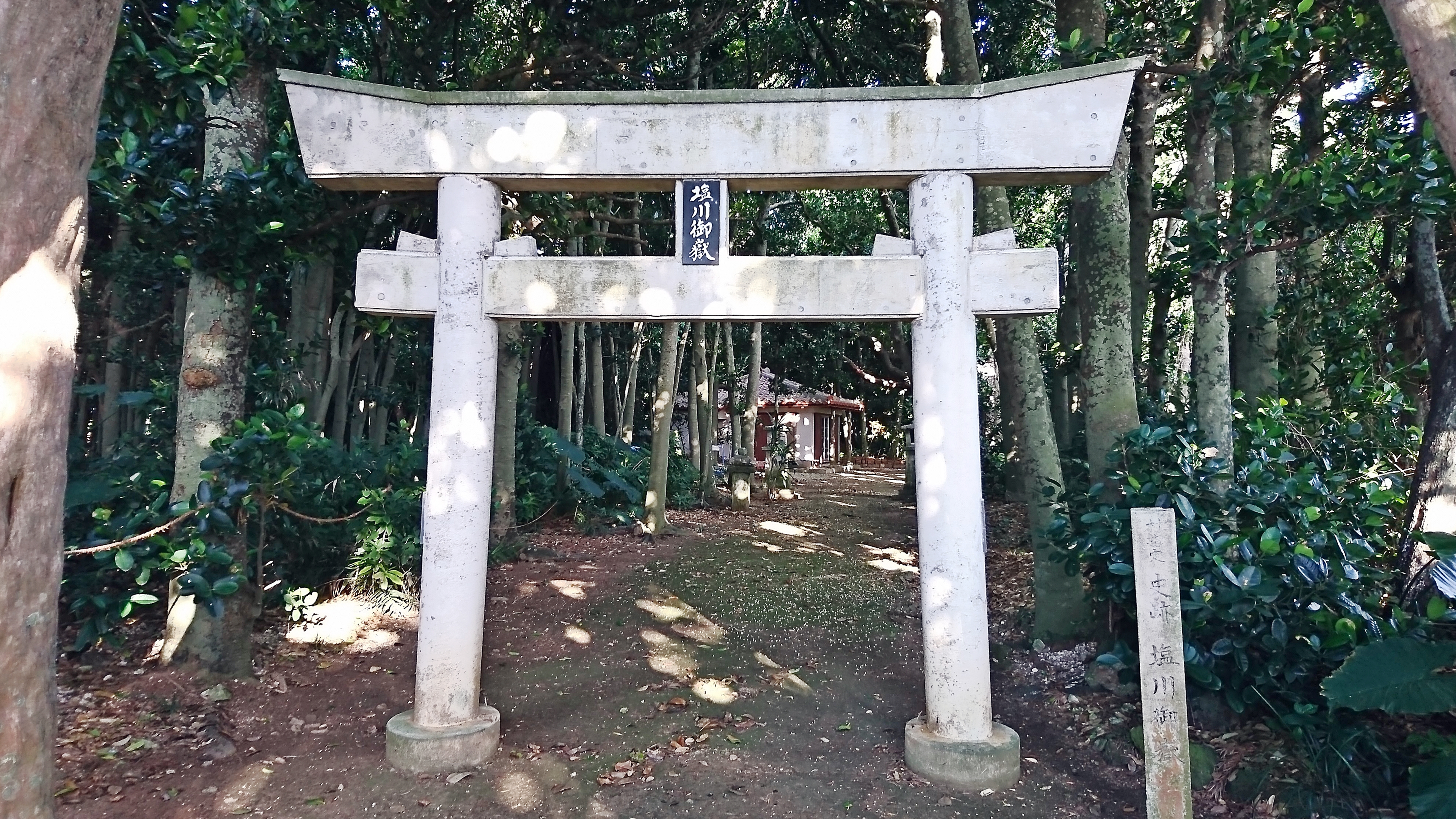
塩川御嶽

- 嶺間御獄

字塩川嶺間区の北方に隣接した小高い丘にあり、嶺間按司（みねまあじ）を祭る。嶺間御獄の祭神である嶺間按司は、成化年間（1470年頃）の人である。
- 泊御獄
- 塩川御獄

長い参道沿いには、胸高直径20-40cm、高さ8-10ｍのフクギの並木があり、沖縄県によって天然記念物に指定されている。
- 普天間御獄
- 運城御獄
- 水納御嶽
- 多良間神社

当時の小学校長が主唱し、1902年（明治35年）1月に社殿を完成させ、鎮座祭を行った。島で唯一の神社である。

## 交通

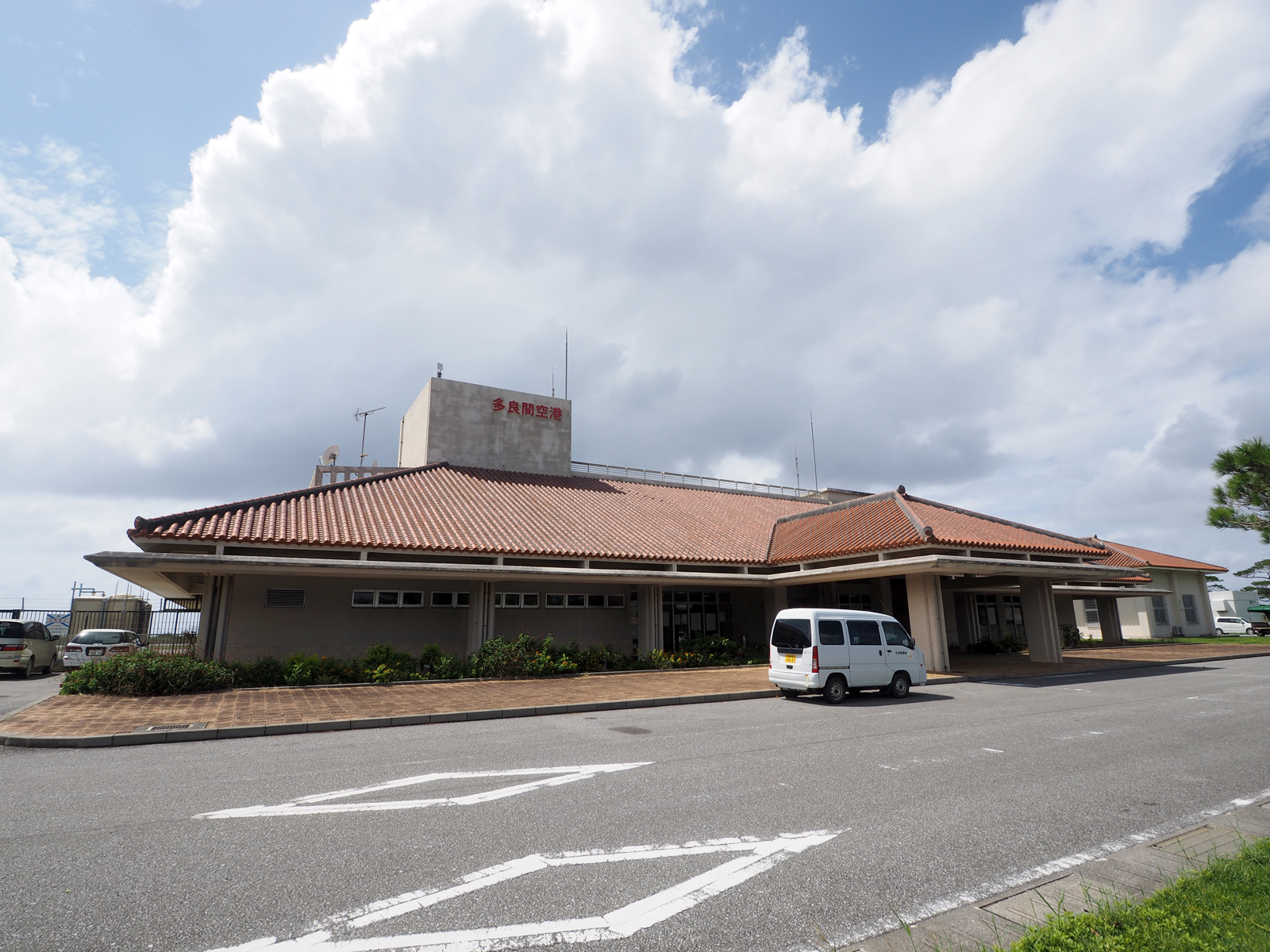
多良間空港

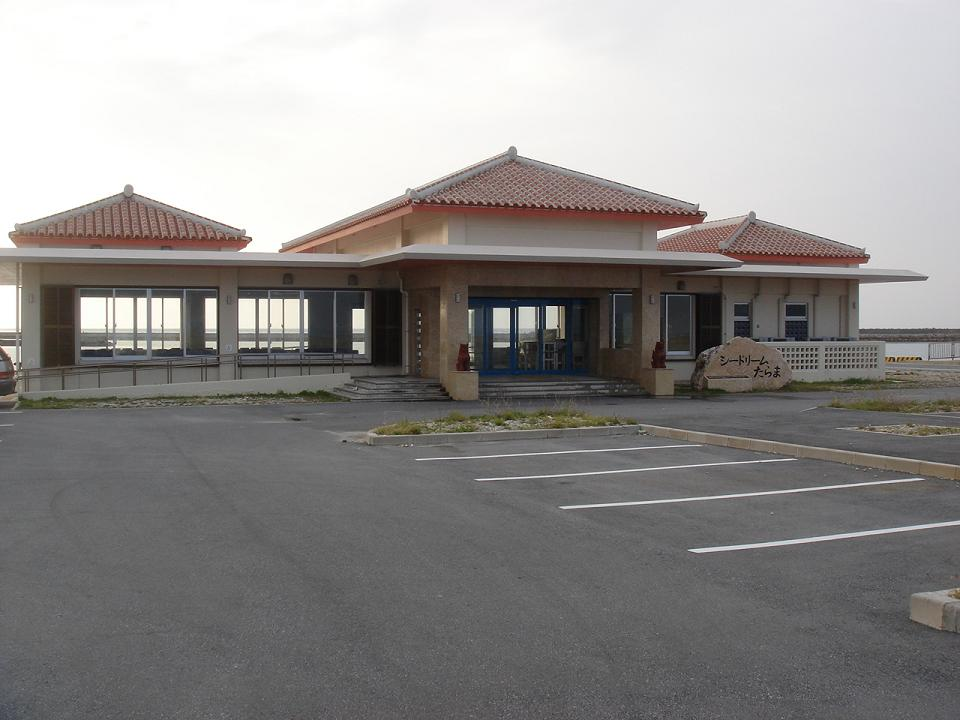
多良間港前泊地区（前泊港）シードリームたらま

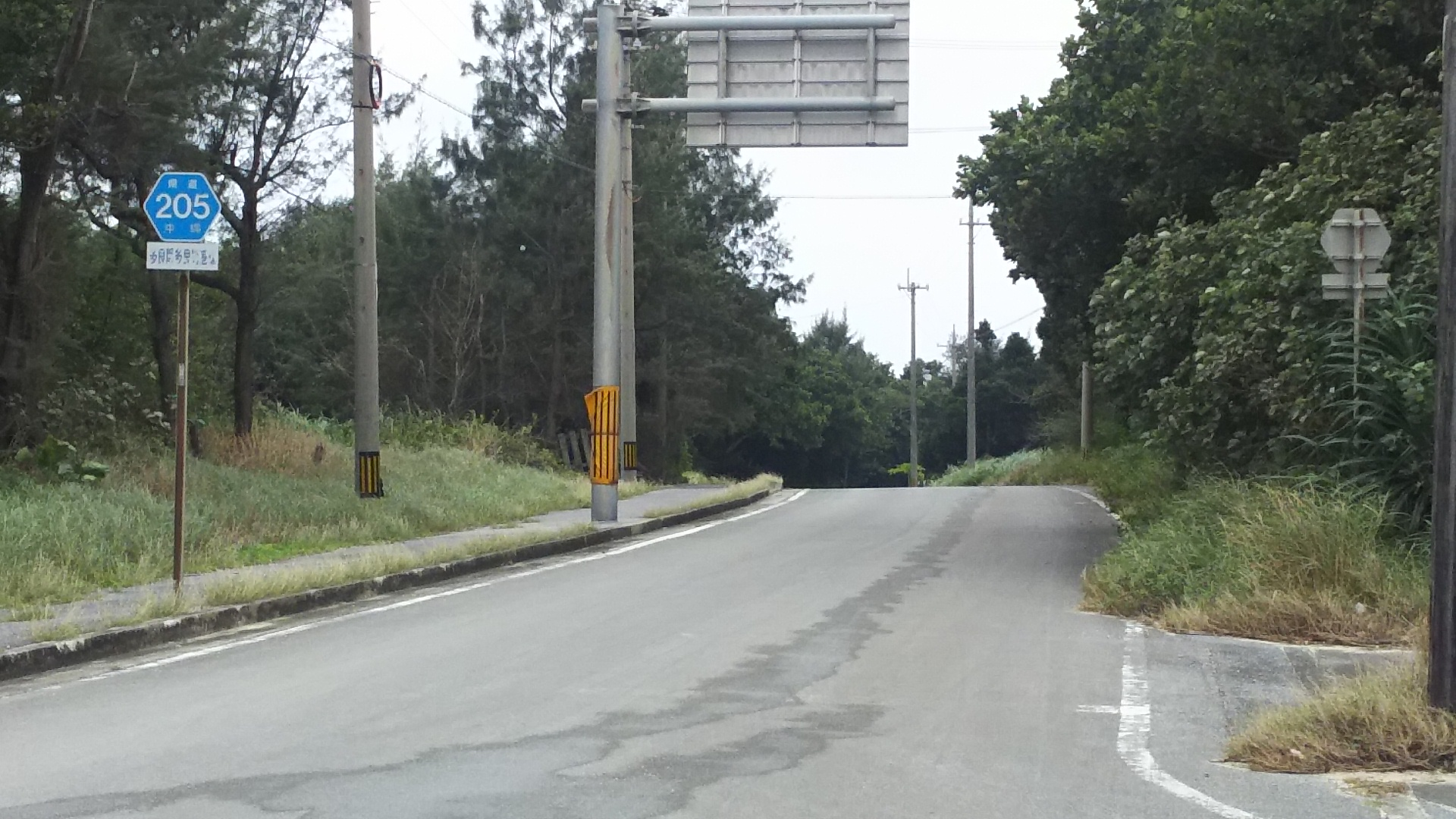
沖縄県道205号多良間多良間港線

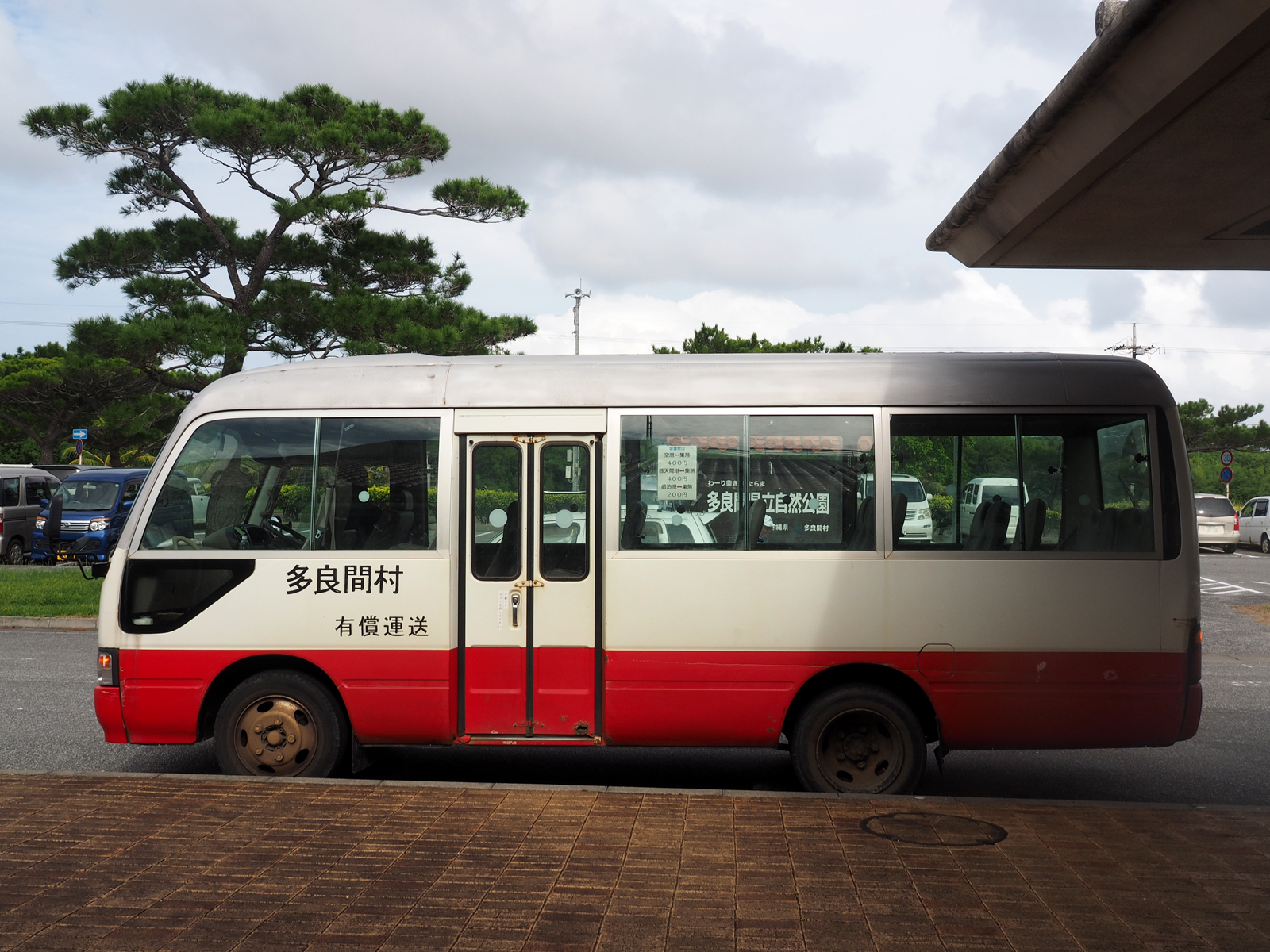
村営バス

### 航空
- 多良間空港
  - 琉球エアーコミューター（1日2往復）

### 船舶
- 多良間港
  - 普天間地区（普天間港） - 多良間島南東部[23]。平良航路のフェリーが発着。
  - 前泊地区（前泊港） - 多良間島北部。夏場は平良航路のフェリーたらまゆうが発着するほか、水納島への連絡船も発着。2015年（平成27年）4月27日に浮桟橋の供用が開始された[24]。
  - 水納港 - 水納島
- 航路
  - 平良港 - 多良間港（多良間海運）1日1往復、日曜日運休
  - 多良間島 - 水納島間には定期航路はないが、チャーター船を依頼することができる[25]。

### バス
道路運送法第78条に基づく自家用自動車有償旅客運送の村営路線バスがある。多良間港に発着するフェリー及び多良間空港に発着する飛行機の時刻に合わせ、多良間港（普天間地区・前泊地区）・多良間空港と村中心部の間に運行される。

### 道路
国道・主要地方道はなし。かつては沖縄県道233号塩川仲筋線があったが、県道としては廃止された。
- 沖縄県道205号多良間多良間港線（一般県道）

交通教育目的を兼ね、交通信号機が島内に1か所のみ設置されている。

## 放送

### ラジオ
- RBCiラジオ（RBCi）とラジオ沖縄（ROK）の民放AM2局、NHK沖縄FM放送と、コミュニティ放送のエフエムみやこが、それぞれ中継局を島内に置いている（民放AMは混信対策のためFMでの放送、NHKFMは石垣島北東部も放送エリア）。FM沖縄およびNHKのAM放送は多良間島内に中継局がなく、それぞれ宮古島市内の中継局からの電波を受信する。

ラジオ中継局周波数一覧
| 所在地 | RBCi | ROK  | NHKFM | FMみやこ |
| ------ | ---- | ---- | ----- | -------- |
| 多良間 | 82.2 | 83.6 | 86.2  | 76.5     |

- 周波数単位はMHz、出力は民放AM3W、NHKFM30W、FMみやこ10W

### テレビジョン
- NHK・民放ともに中継局がある。民放のうち琉球放送（RBC）及び沖縄テレビ放送（OTV）はアナログ時代から中継局を設置していたが、琉球朝日放送（QAB）はデジタル放送化と同時に設置された。

テレビ中継局周波数一覧
| 所在地 （ID） | 総合 （1） | 教育 （2） | RBC （3） | OTV （8） | QAB （5） |
| ------------- | ---------- | ---------- | --------- | --------- | --------- |
| 多良間        | 22         | 18         | 43        | 45        | 47        |

- 単位はCH、IDはリモコンキーID、出力はいずれも100mW（0.1W）。
- さらにケーブルテレビの宮古テレビが多良間島でも加入・受信が可能である。

## 名所・旧跡・観光スポット・祭事・催事

### 名所・旧跡
- 先島諸島火番盛（国の史跡）

2007年（平成19年）4月、多良間村の宮古遠見、八重山遠見、水納遠見を含む宮古島・八重山諸島の10の遠見番所（火番盛）が、国の史跡に指定された。
- 八重山遠見台

仲筋集落の北西、標高約30ｍの丘の上にある。底面の周囲約22.7ｍ、高さ約2.5ｍに石が積み上げられ、頂上は円形で、昇降路は螺旋階段になっている。島で最も高い場所にあり、景勝の地でもある。近くには、鉄筋コンクリート製の展望台が造られている。
- 宮古遠見台

泊御嶽から南方150ｍほどの道路沿い、南に向かって右側の小高い丘にある。底面の周囲約28.0ｍ、高さ約3.7ｍに石が積み上げられ、頂上は直径約2ｍの円形で、昇降路は螺旋階段である。周囲には木が生い茂っている。
- 水納遠見

- 湧水

昔は、飲み水を得ることが大切な仕事だった。多良間に水道設備ができたのは昭和の初めで、それまでは、自然洞穴の内にある泉が生活のための水源地になっていた。洞穴の入口から泉まで下っていく。奥に行くにしたがって暗くなるので、足で探って水を汲んだという。
- アマガー
- シュガーガー　夢パティオたらまの東側にある。
- ナガシガー - 仲筋集落の南方、フクギ抱護林の近くにあり、開削年代は不明。入口は北向きで、水つぼ周囲の石垣造りは堅固で、今でも原状を保つ。多良間島の民謡「多良間世」にも歌われ、古く人々の生活に密着していた。
- フシャトゥガー

- 夢パティオたらま - 村営の宿泊施設。
- すまむぬたらま - 多良間村地域振興拠点施設。島の特産品や土産品等を販売する直売所で、地元食材を使った料理を提供する食堂もある。外壁にはラテンバンド・ディアマンテスのメンバーであるアルベルト城間らによる壁画が描かれている[28][29][30][31]
- 里子之墓 - 処刑された平敷屋朝敏の長男が水納島に流され、次男が多良間島に流された[7]。その次男の子孫一族の墓で、後に平敷屋朝敏の遺骨もここに納められたと伝えられる[32]。

## 著名な出身者
- 伊良皆光夫 - 多良間村長（第29-31代）[33]
- 島袋脩 - バスケットボール選手（bjリーグ・大分ヒートデビルズ）